# شمس‌الدین ابوالثناء اصفهانی
شمس‌الدین ابوالثناء بن محمود عبدالرحمن الاصفهانی (۶۷۴–۷۴۹ هـ. ق) یکی از منطق‌دانان قرن هفتم و هشتم هجری قمری است.
او کتاب طوالع الانوار قاضی عبدالله بن عمر بیضاوی، از منطق‌دانان و متکلمان و مشایخ صوفیه قرن هفتم را شرح کرده‌است. این کتاب که با عنوان مطالع الانظار معروف است دربارهٔ علم کلام تدوین یافته که بخش ابتدایی آن مختصری در علم منطق است. همچنین شرحی بر تجرید خواجه نصیر الدین طوسی ، موسوم به تسدید العقائد یا تشیید العقائد نگاشته که معروف به شرح قدیم بوده و میر سید شریف جرجانی بر آن حاشیه نوشته است.
شمس الدین از استادان قطب رازی و اکمل الدین بابرتی به‌شمار می‌آید.